# Без сина не приходь!
«Без сина не приходь!» (рос. «Без сына не приходи!») — радянський художній фільм 1986 року.

## Сюжет
Коля — звичайний дванадцятирічний хлопчик. Одного разу він дізнається про те, що його батька на роботі колеги вважають неробою і телепнем. Синові прикро за батька, і хлопчик вирішує перевиховати свого тата і зробити з нього справжню людину. Поставлену задачу Коля успішно виконує. Він окрилений успіхом і шукає новий об'єкт для свого нового педагогічного досвіду. Ним стає мама його друга Максима Сємєчкіна. Коля допомагає жінці щасливо влаштувати свою долю.

## У ролях
- Петя Юрченков —  Коля
- Наталія Сайко —  мама Колі
- Олександр Берда —  тато Колі
- Андрій Соловей —  Максим Сємєчкін
- Наталія Горленко —  мама Петі
- Володимир Носик —  Степанов
- Володимир Басов-мол. —  Валентин Петрович
- Ірина Гошева —  вчителька співу
- Ірина Шмельова —  Тетяна Іванівна
- Микола Олійник —  Гусєв
- Сергій Іванов —  хуліган
- Віктор Панченко

## Знімальна група
- Автор сценарію: Михайло Димов
- Режисер-постановник: Радомир Василевський
- Оператори-постановники: Володимир Дмитрієвський, Микола Івасів
- Композитор: Віктор Сумароков
- Художник-постановник: Галина Щербина
- Звукооператор: Олександр Піров
- Оператор: Олександр Лобєєв
- Майстер по світлу: Валерій Логвинов
- Редактори: Тамара Хміадашвілі, Л. Демченко
- Директор фільму: Леонід Костантініді